# شاطئ الصدف (أستراليا الغربية)

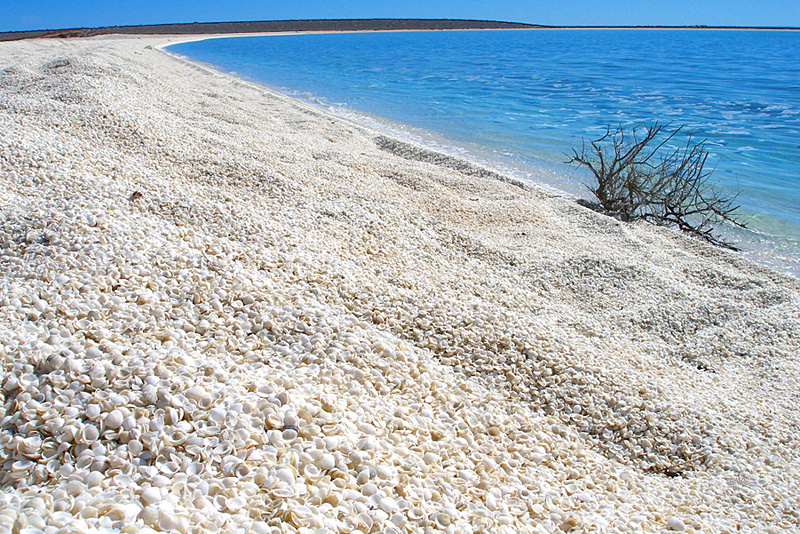
شاطئ الصدف وخليج القرش

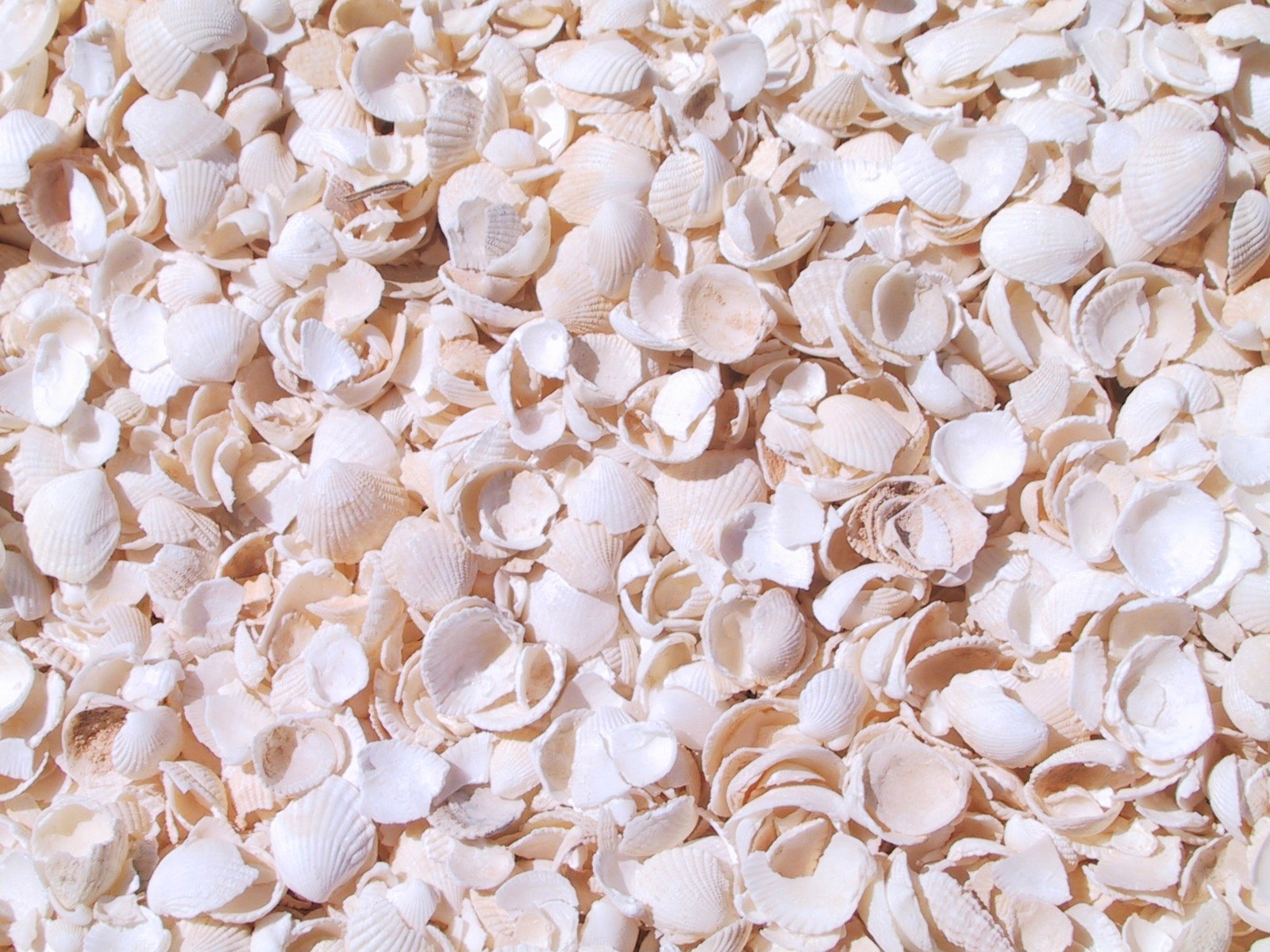
قذائف الكوكل من شاطئ الصدف

شاطئ الصدف هو شاطئ في خليج القرش في غرب أستراليا يقع على بعد 45 كم (28 ميل) جنوب شرق دنهام. وهو مغطى بالصدف لمسافة 60 كم (37 ميل) على عمق 7-10 م (23–33 قدمًا). شاطئ الصدف هو واحد من شاطئين فقط في العالم مغطى بالكامل بالصدف.
شكلت الأصداف الحجر الجيري المعروف باسم صديفية. قبل تصنيف خليج القرش كموقع للتراث العالمي كان يستخرج الصديفية ويستخدم لبناء عدد من المباني في دنهام.